# Herman de Gaiffier d'Hestroy
Herman de Gaiffier d'Hestroy (Namur, 18 de mayo de 1895 - Maillen, Assesse, 20 de octubre de 1960) fue un jinete belga que compitió en la modalidad de salto ecuestre. Participó en los Juegos Olímpicos de Amberes 1920, obteniendo una medalla de plata en la prueba por equipos.

## Palmarés internacional
| Juegos Olímpicos | Juegos Olímpicos  | Juegos Olímpicos | Juegos Olímpicos |
| Año              | Lugar             | Medalla          | Categoría        |
| ---------------- | ----------------- | ---------------- | ---------------- |
| 1920             | Amberes (Bélgica) | Medalla de plata | Por equipos      |